# Okada Takesi
Okada Takesi (Oszaka, 1956. augusztus 25. –) japán válogatott labdarúgó.

## Statisztika
| Japán válogatott | Japán válogatott | Japán válogatott |
| Időszak          | Mérk.            | gól              |
| ---------------- | ---------------- | ---------------- |
| 1980             | 3                | 0                |
| 1981             | 5                | 0                |
| 1982             | 2                | 1                |
| 1983             | 7                | 0                |
| 1984             | 4                | 0                |
| 1985             | 3                | 0                |
| Összesen         | 24               | 1                |